# Demi-Fortune-Polka
Demi-Fortune-Polka, op. 186, är en polka-française av Johann Strauss den yngre. Den framfördes första gången den 21 januari 1857 i danslokalen Zum Sperl i Wien.

## Historia
Trots att Johann Strauss den yngres första konsertturné i Pavlovsk utanför Sankt Petersburg hade slutat den 13 oktober 1856, var det inte förrän den 16 december som han återvände till Wien. Denna förlängda vistelse i Ryssland gav upphov till rykten att den unge kapellmästaren hade gift sig i Sankt Petersburg - rykten som Strauss ivrigt dementerade medelst telegram hem. I själva verket hade Strauss stannat kvar i Ryssland för att förhandla om nya konsertturnéer åren 1857 och 1858.
Endast 15 dagar efter hemkomsten till Wien kunde Strauss annonsera titeln på en av nyheterna till 1857 års karneval: polka-françaisen Demi-Fortune-Polka som komponerades till konstnärsbalen i Zum Sperl den 21 januari. (Även brodern Josef Strauss kunde meddela om ett nyskrivet verk till samma bal: valsen Künstler-Ball-Tänze som senare framfördes och publicerades med den ändrade titeln Ball-Silhouetten op. 30.) Den stora succén med polkan skulle snart bli uppenbar. Till Strauss egen välgörenhetsbal den 16 februari 1857 utlovade kompositören något speciellt: "Stor bal med utlottning av priser till damerna och en speciell tävling för alla deltagande med mottot 'Danstävling'. En tävling mellan de regerande danserna Schottis - Polka-mazurka - Polka-française - Kör - Mazurka - Kadrilj och vals". Alla närvarande damer uppmanades att rösta på sin favoritdans. Den dans som fick de flesta rösterna blev vinnare och alla damer som hade röstat på den skulle få en kopia av en av Strauss kompositioner. Vinnare blev Demi-Fortune-Polka vilket överraskade alla som hade förväntat sig att priset skulle gå till en av Johann Strauss eller Josef Strauss nya valser. 

## Om polkan
Speltiden är ca 3 minuter och 55 sekunder plus minus några sekunder beroende på dirigentens musikaliska tolkning.